# John Aspin
John Symington Aspin (21 marzo 1877 – 19 febbraio 1960) è stato un velista britannico.

## Palmarès

### Olimpiadi
- 1 medaglia:
  - 1 oro (Londra 1908 nella classe 12 metri)